# ميخائيل جاكوبس (كاتب)
ميخائيل جاكوبس (بالإيطالية: Michael Jacobs)‏ هو كاتب إيطالي، ولد في 15 أكتوبر 1952 في جنوة في إيطاليا، وتوفي في 11 يناير 2014 في لندن في المملكة المتحدة.